# Legionario (araldica)
Legionario è un termine utilizzato in araldica.
Qualifica gli insigniti della Legion d'Onore francese. 
La pezza di legionario carica lo stemma in qualche punto dell'arma ed è propria dell'araldica napoleonica.
La si raffigura in modo stilizzato con un disco con cinque raggi biforcati in punta; contorni neri e colore oro.

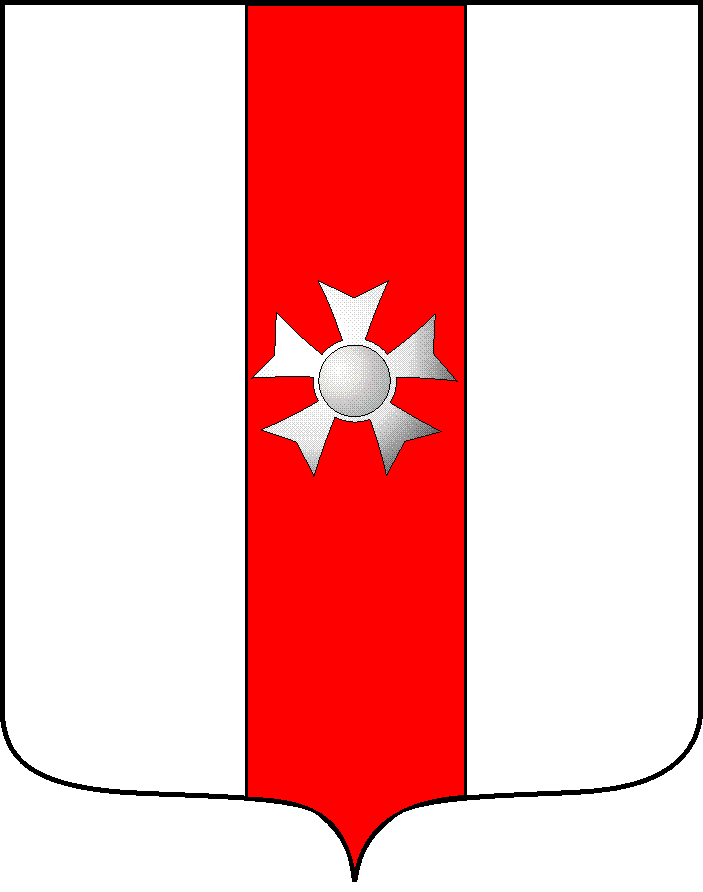
Stemma di cavaliere della legion d'onore
Capo caricato dalla croce della Legion d'Onore (stemma di Châteaudun, Francia)
Sulla banda di rosso, l'insegna di cavaliere della legion d'onore